# Вон, Терри (футбольный судья)
Те́рри Уи́льям Вон (англ. Terry William Vaughn; 1 апреля 1973 — 4 мая 2023) — американский футбольный судья.

## Биография
Терри Вон родился в Маунт-Верноне, штат Айова, 1 апреля 1973 года в семье Хэла и Пэм (урождённой Брюс). В 1992 году окончил старшую школу Айова-Сити-Уэст, где занимался борьбой и футболом. Обучался в Колледже Коу и вместо продолжения карьеры игрока решил заняться судейством.
В 1998 году Вон стал национальным арбитром Федерации футбола США. Продолжал владеть судейской лицензией вплоть до своей отставки в 2012 году. За свою карьеру Вон обслужил 237 матчей MLS в качестве судьи, помощника судьи и четвёртого судьи.
В 2004 году Вон стал членом судейской коллегии ФИФА и обслуживал матчи Золотых кубков КОНКАКАФ 2007 и 2009, матчи молодёжного чемпионата мира 2007, отборочные матчи чемпионатов мира и матчи Лиги чемпионов КОНКАКАФ.
В 2003 году в возрасте 30 лет у Вона была диагностирована болезнь Гентингтона, наследственное нейродегенеративное заболевание. В 2012 году у него начали проявляться симптомы болезни, и он отошёл от судейства, чтобы сосредоточиться на предстоящей борьбе. Терри Вон скончался 4 мая 2023 года.
В знак солидарности судьи Профессиональной судейской организации начали носить синие браслеты с надписью HD (от Huntington’s Disease) во время мая, месяца осведомлённости о болезни Гентингтона. Это положило начало традиции, когда судьи от низовых до профессиональных носят браслеты круглый год. Официальный поставщик формы Федерации футбола США начал продавать браслеты, а вырученные средства направлять семье Вона, чтобы компенсировать медицинские расходы.
Страница на GoFundMe была создана для помощи Терри и его семье в оплате медицинских счетов одним из коллег-рефери.
В его честь Судейская академия Айовы была переименована в Судейскую академию Терри Вона.